# Motor Sič
Dioničko društvo Motor Sich ukrajinski je proizvođač zrakoplovnih motora sa sjedištem u Zaporožje. Tvrtka proizvodi motore za avione i helikoptere, kao i industrijske brodske plinske turbine i instalacije.

## Pregled
Motor-Sich trenutno proizvodi turbofan Ivchenko Progress D-18 koji pokreće varijante teretnjaka Antonov An-124 i An-225, iako serije Ivchenko Progress D-36 / Ivchenko Progress D-436 ostaju motori s najvišom stopom proizvodnje u CIS.
Motor Sich je naslijedio neke od sposobnosti proizvodnje zrakoplovnih motora bivšeg Sovjetskog Saveza. Proizvodi turboventilatorske, turboelisne i turboosovinske motore s rotacijskim krilima koji pokreću zrakoplove u ruskoj službi, poput vojnih helikoptera serije Mi i Ka.
Godine 2017. pekinški Skyrizon Aviation kupio je 41% udjela u Motor Sichu. Skyrizon Aviation pristao je najprije uložiti 250 milijuna dolara u ukrajinske tvornice Zaporizhzhia i pomoći Motor Sichu da postavi novu tvornicu za montažu i servisiranje u Chongqingu.
Tvrtka je objavila da planira lansirati vlastiti helikopter, nazvan Nada, 2018.
U svibnju 2021. Ukrajina je u pregovorima s Turskom o prodaji tvrtke, izvješćeno je o prodaji 50% udjela turskoj tvrtki budući da je postala glavni kupac motora za svoje bespilotne letjelice Bayraktar TB2 i Bayraktar Akinci te helikopter TAI T929 ATAK 2. Generalni direktor Motor Sicha Vjačeslav Bohuslajev napomenuo je da kineski zajam od 100 milijuna dolara treba vratiti 2026.

## Galerija
- Motor Progress D-18T proizvođača Motor Sich
- Motor Progress D-436 proizvođača Motor Sich
- Motor Motor Sich MS-500V
- Ukrajinska modernizacija Mil Mi-8MSB-V